# 科納克勒

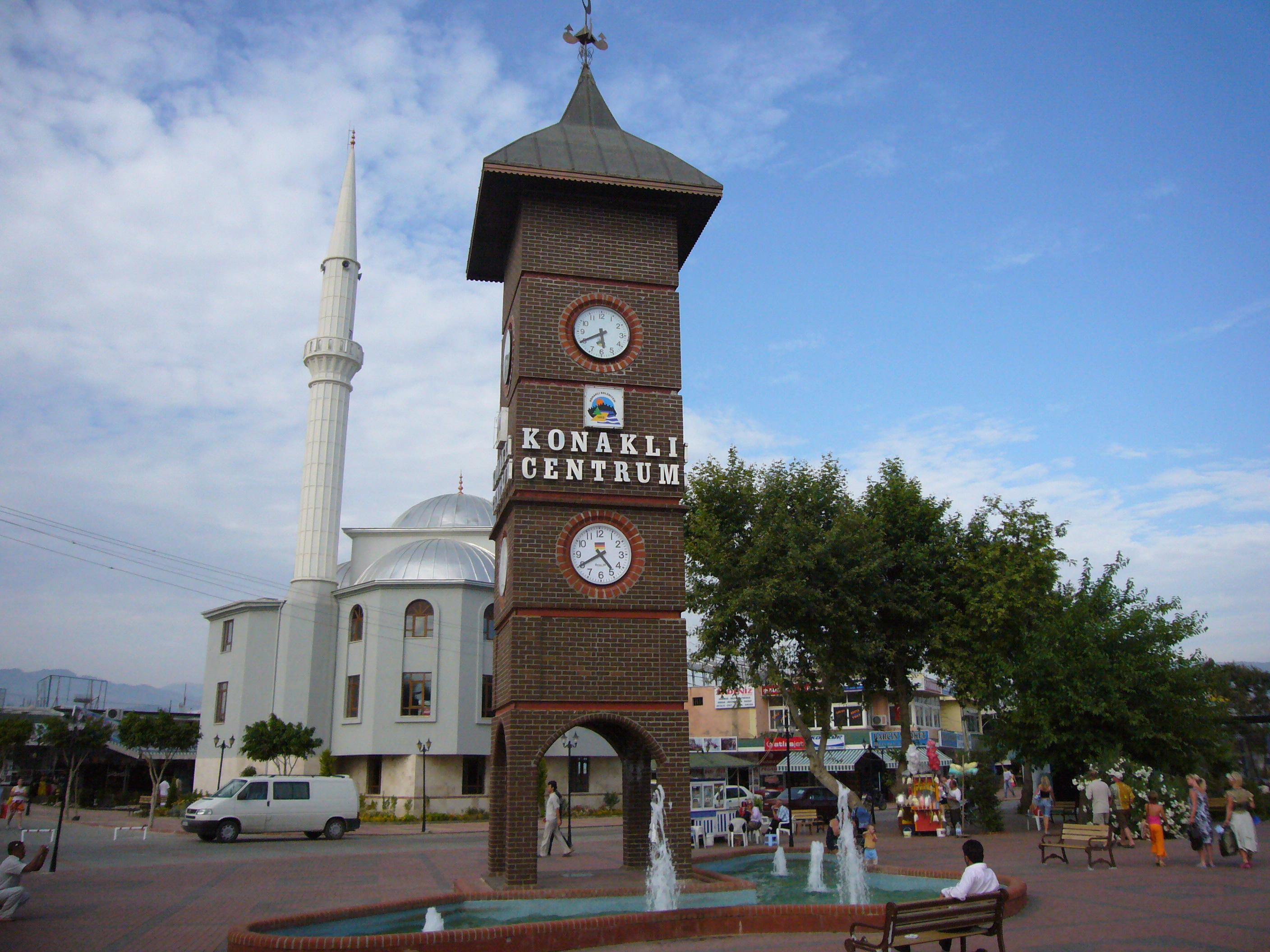

科納克勒（土耳其語：Konaklı）是土耳其的城鎮，位於該國西南部，由安塔利亞省負責管轄，距離首府安塔利亞11公里，海拔高度20米，主要經濟活動有旅遊業和農業，2011年人口12,829。
36°35′03″N 31°53′40″E / 36.5842°N 31.8944°E